# Szelistye (Szeben megye)

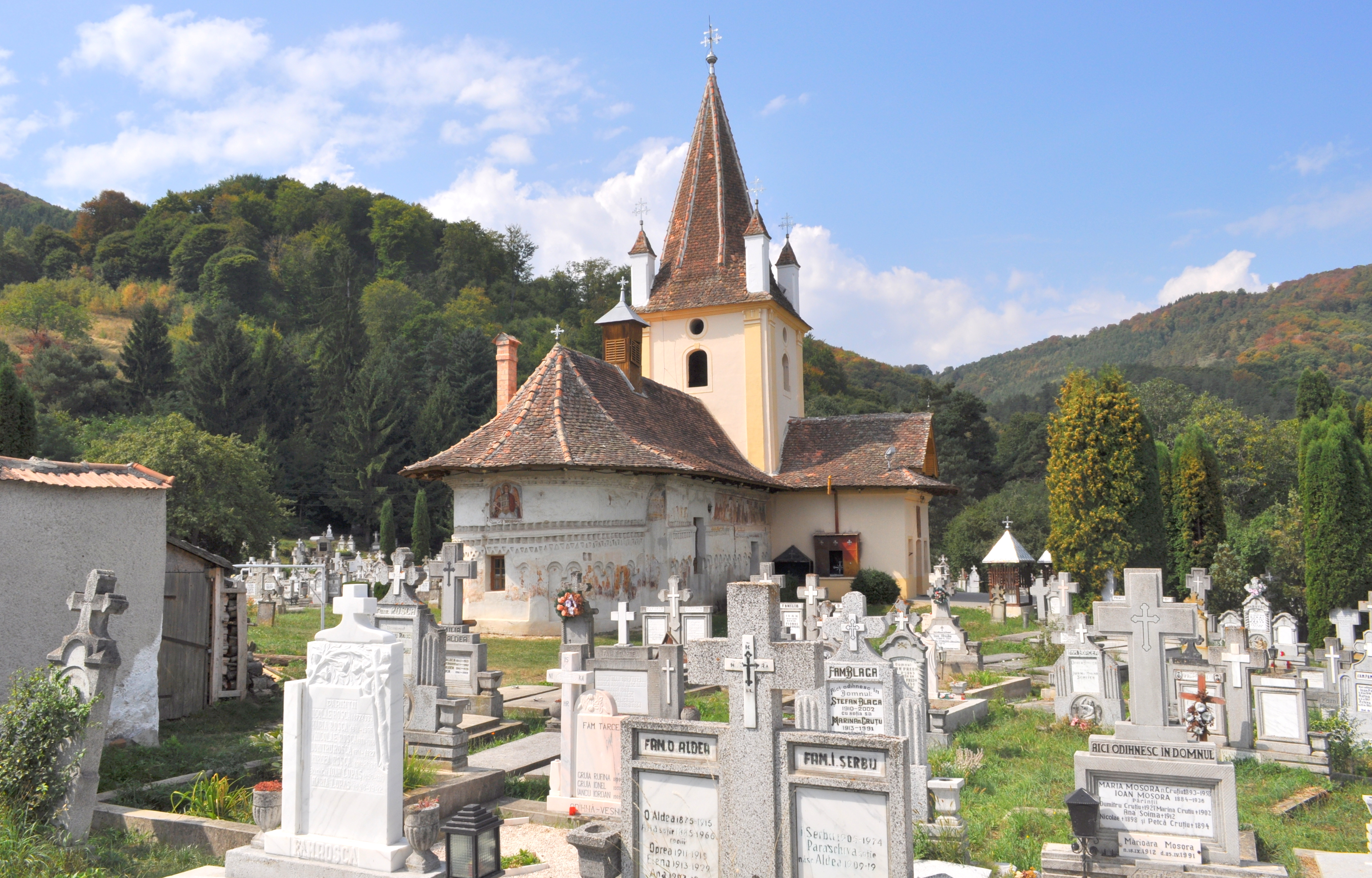
A Keresztelő Szent János születése templom

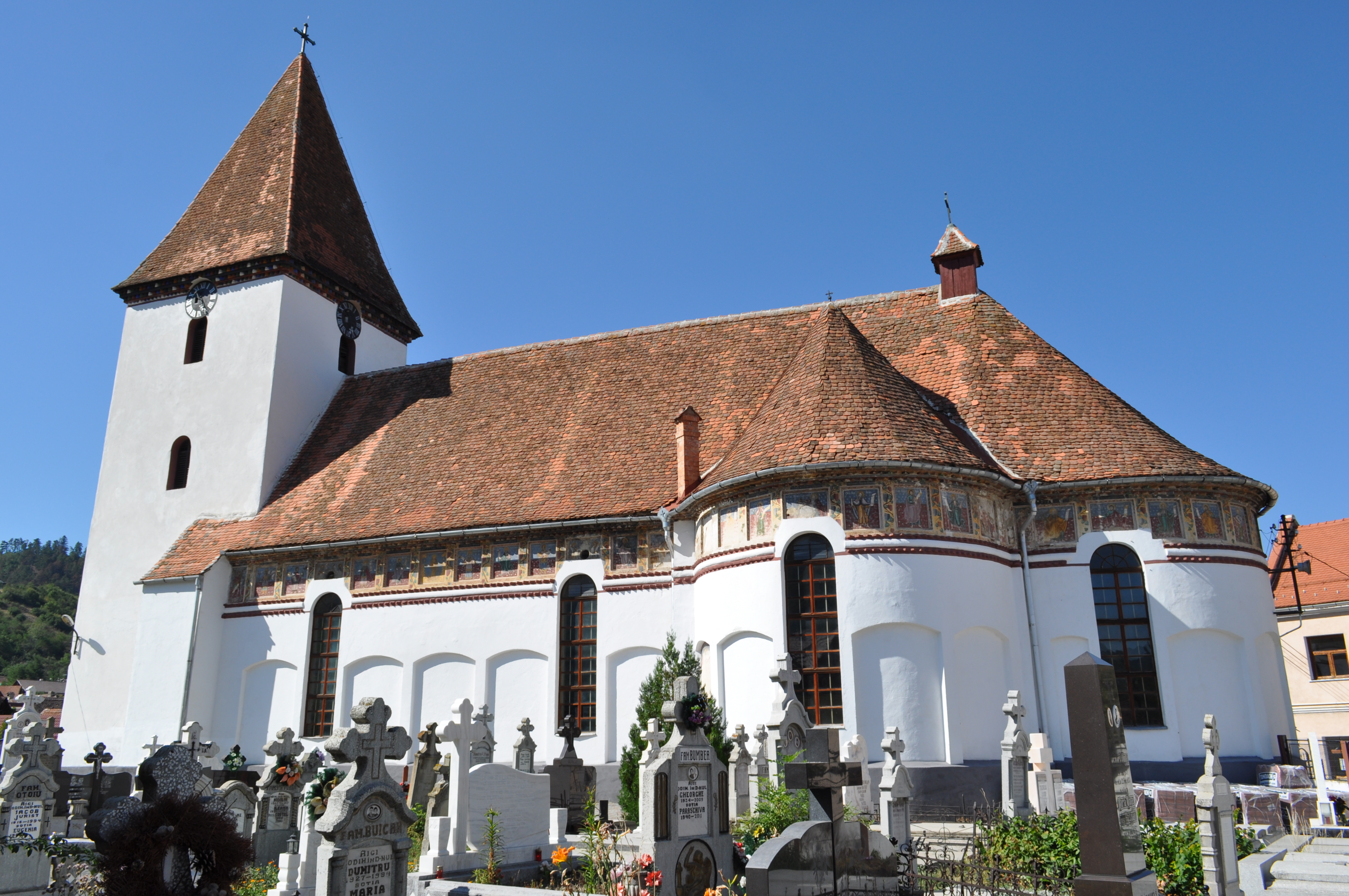
Az Urunk mennybemenetele templom

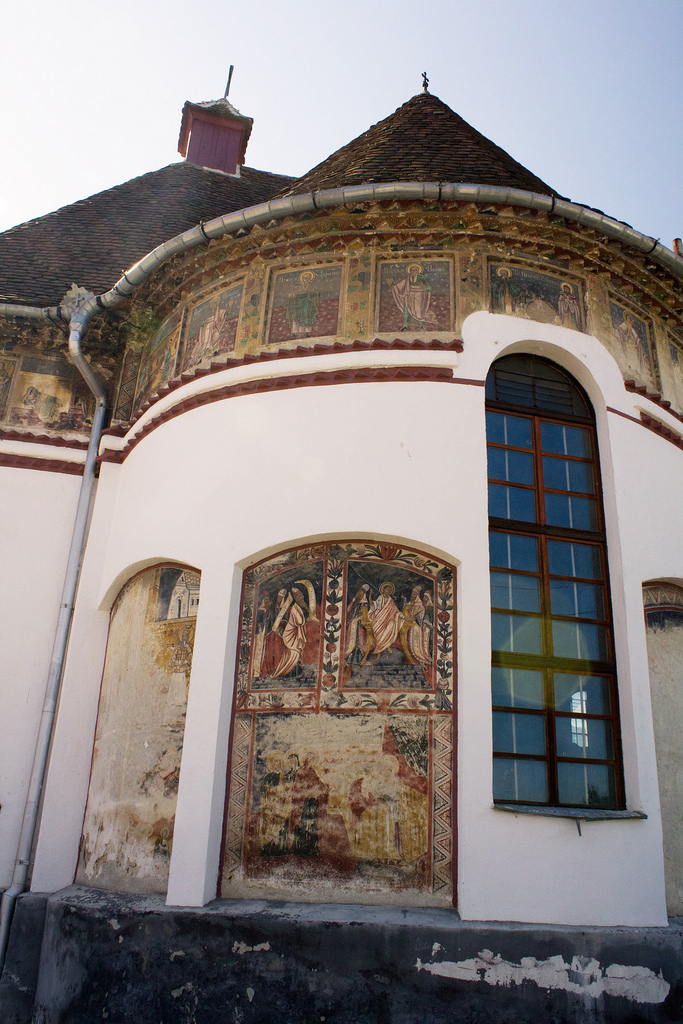

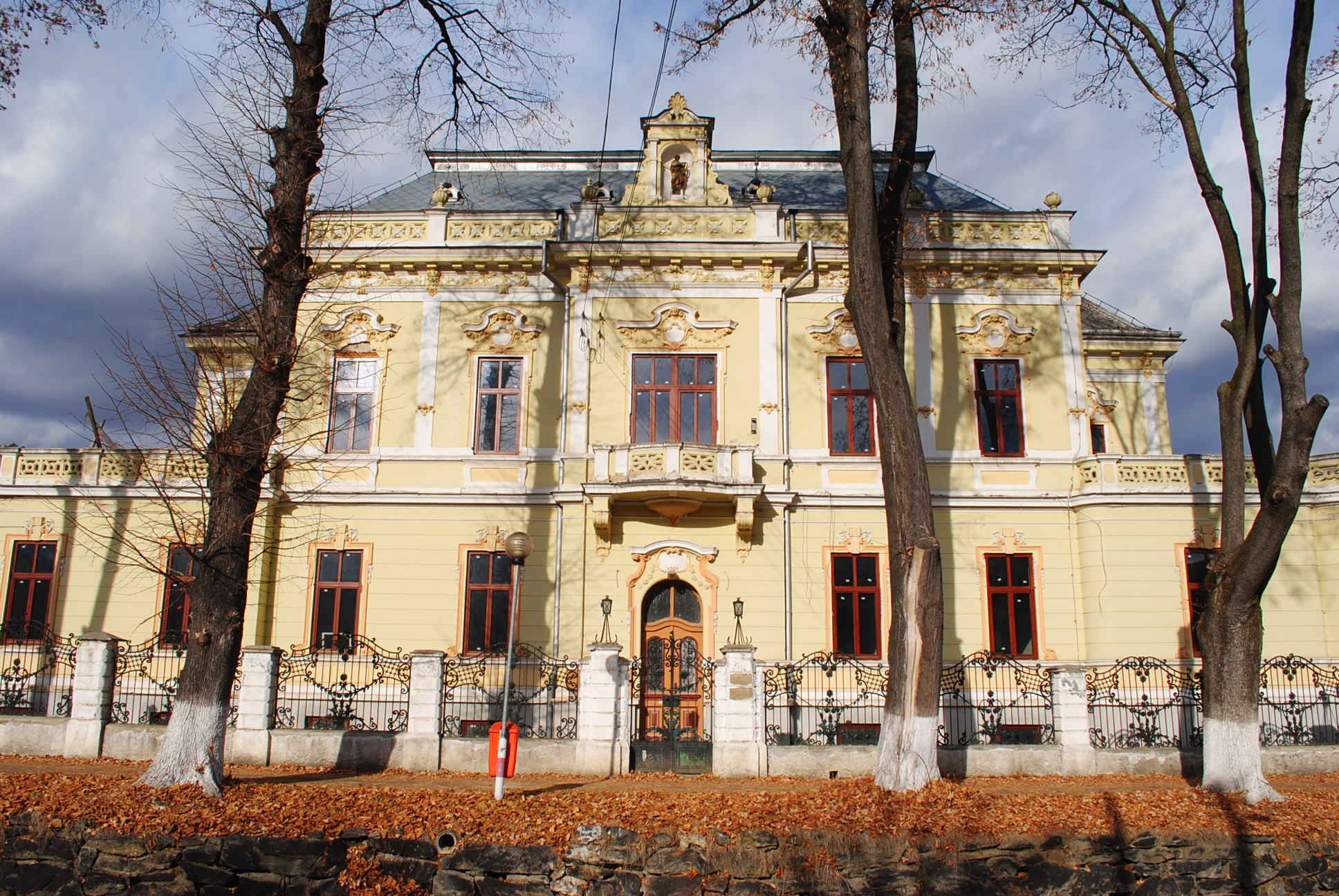
A volt Comșa-villa

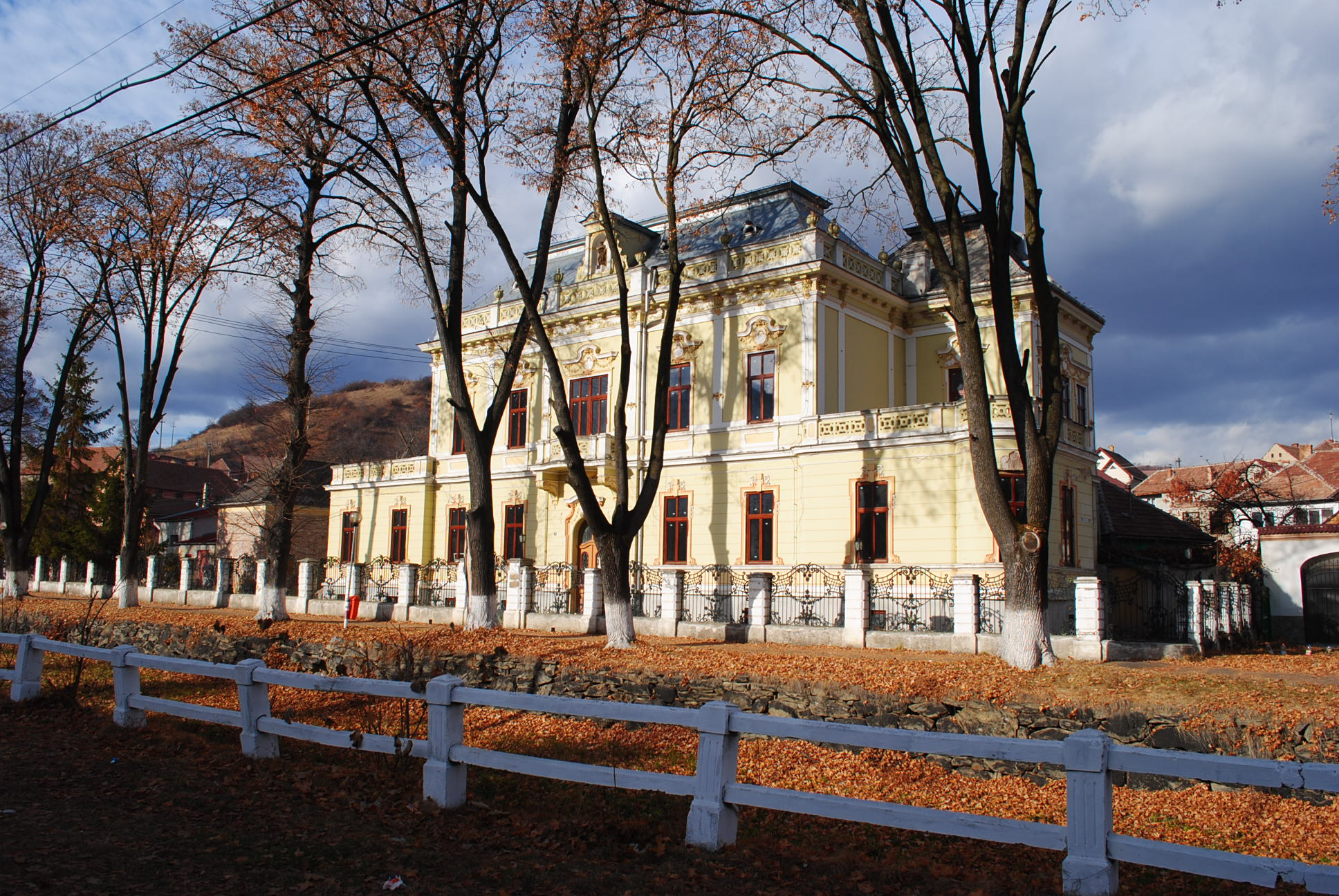

Szelistye (románul Săliște vagy Săliștea Sibiului, németül Großendorf vagy Selischte) város Romániában, Erdélyben, Szeben megyében.

## Fekvése
Nagyszebentől 23 km-re nyugatra, a Szeben bal oldali mellékvize (a Râul Negru) mentén, 525–600 méteres tengerszint feletti magasságban fekszik egy medencében, melynek nagy részét egy hajdani tó alakította ki. Délen a Csindrel emelkedik fölé 3–400 méterrel, keleten a Zidul (612 m) és a Beleunța (629 m) választja el a Szebeni-medencétől, északon a Dumbrava (625 m) és a Chicioara Amnașului (647 m) a Székás-fennsíktól. A Szebeni-Hegyalja tájegység központja. Egybeépült Szebengálossal. A Bucine-fennsíkon a második világháború után siklórepülő-tanfolyamokat, majd repülőmodellező táborokat tartottak.

## Nevének eredete
Első írásos említései: Nogfalu (1354) és magnam villam Walachicalem (1383). Mai nevére az első adat 1496-ból való, Salistia alakban. A 'faluközpont, faluhely' jelentésű román seliște, siliște szóból való. A román szó szláv eredetű. A szó a tájegység több határnevében is megjelenik, utalva a középkori településszerkezetre. A párhuzamos középkori román, magyar és német névváltozatok azonos jelentésűek.

## Története
Kezdetben Fehér vármegyei román szabadfalu volt, határvédelmi feladatokkal. Eredetileg több, különálló falurészből állt, melyek a népesség szaporodásával később egyesültek (Joseni, Suseni, Brata, Șteaza és a hosszabb ideig önálló Foltești). 1322 és 1366 között Salgó várához tartozott. Lakói – a környező falvak lakosságával egyetemben – kötelesek voltak a vízaknai sóbányában dolgozni, amit később, a juhtenyésztéshez nélkülözhetetlen só miatt kiváltságnak fogtak föl. Az 1370-es években innen telepítették Erdőfelek falut. Sajátos román nyelvjárása és személynévanyaga miatt valószínűsíthető egy középkori aromun betelepülés. 1488-ig több ízben a havasalföldi vajdák omlási kerületéhez tartozott. 1549-től a Nagyszebennek alárendelt Szelistyeszék központja volt. 1585-ben készült el a szék szabályzata, a Constitutio gremialis Sedis Szeliste, amely 1876-ig maradt érvényben. A négy fertályban megválasztott, összesen negyvennégy fő alkotta a vének tanácsát. A tisztújításra évente, karácsonykor került sor, eleinte választással, később azonban bíráit Nagyszeben nevezte ki. Nagyszeben városnak évente 160 forintot fizettek adó gyanánt, hatvan forintot a dézsma fejében és 115 forintot a juhötvened megváltásaképp. Iskolázásról először 1616-ből maradt fenn említés, ekkor lakói tiltakoztak az ellen, hogy Dumitru Popa tanítót katonának vigyék. Lakóitól fennmaradt néhány román nyelvű szerződés és levél is a 17. századból, amely ekkor más vidékeken szinte példa nélkül állt. A 18. században több szelistyei paraszt készített (román vagy német nyelvű) végrendeletet, ami szintén ritkaság. Ortodox esperesi székhelyként először 1628-ban hivatkoznak rá.
Lakói a 18. században részt vettek a transzhumáló legeltetés konjunktúrájában. A nyáron a Szebeni-havasokban legeltetett nyájakkal ősszel a férfiak átkeltek a Kárpátokon és Dobrudzsában vagy a Balkán-félsziget más vidékein teleltek át. 1786-ban kb. 4300 lakosával Erdély 14. legnépesebb települése volt. Lakói utcák (negyedek) szerint külön társadalmi szervezetben éltek.
1744-ben itt volt Visarion unióellenes mozgalmának székhelye. Ezután kezdődött hosszú harca Nagyszebentől való önállósodásáért. 1746-ban egy korai kérvényükre adott válaszként a Gubernium megdorgálta és engedelmességre szólította fel a szelistyeieket. 1771-ben a marosvásárhelyi királyi tábla tizenhat napon át 231 helyi tanút hallgatott ki a település egykori jogállását vizsgálva. 1773-ban lakói megtagadták a dézsma kifizetését. Nagyszeben városa ezután katonaságot vezényelt Szelistyére, akik 1774-ben sortüzet adtak le az egy elfogott falubeli kiszabadítására összegyűlt tömegre. A sortűzben huszan lelték halálukat. Az incidens után három századnyi katona szállta meg a falut, két ágyúval. Egy újabb vizsgálatot követően, 1784-ben Szelistyeszékkel együtt kivonták Nagyszeben úrbéri fennhatósága alól.
A 19. század elején kezdtek kibontakozni a különböző kézműves tevékenységek, amelyeknek köszönhetően a település profilt váltott, és a transzhumálás hanyatlása idején elsősorban már mint kereskedő és iparos falu volt ismert. Az 1830-as–1840-es években indult virágzásnak szűcsipara, amelynek termékei (a mellesek, tüszők és bocskorok) a 19. század második felében monopolhelyzetbe kerültek Havasalföld északi részén, de Dél-Erdély összes vásárában is árulták őket. Több manufakturális üzem faggyúgyertyákat készített, e tevékenység aranykora az 1850-es évekre tehető. Szelistyei ún. vostyinárok (boștinar, sonkolyos) vásárolták föl az Erdélyi-medence falvaiban a lépből visszamaradt sonkolyt, amiből templomi viaszgyertyákat öntöttek. A század közepén alakult ki posztó és pamut alapú ruhaipara is. 1857-ben a nem mezőgazdasági népesség aránya már 30%-os volt.
1820-ban a vásárvámért kitört zavargás során négy pandúr és egy szelistyei lakos meghalt. 1848–49-ben lakói közül sokan harcoltak a császáriak oldalán. Az 1848-as havasalföldi forradalom elfojtása után egy időre itt talált menedéket Gheorghe Magheru tábornok, forradalmár.
Közben a falu népessége egyre csökkent. Az erdélyi határőrezredek megszűnése után megcsappantak a közös legelők, a romániai földreform következményeként a Kárpátoktól délre művelés alá vonták a korábbi legelőterületeket, végül 1886-ban az Osztrák–Magyar Monarchia és Románia közötti vámháború teljességgel véget vetett a transzhumáló juhtartásnak. A juhászatból élő szelistyeiek közül egyre többen telepedtek le egyesével, vagy csoportosan Havasalföldön, Dobrudzsában, illetve több százan a Krím-félszigeten. Dobrudzsában 1940-ben még 481 szelistyei születésű egyén élt. Juhosgazdái 1900 körül az Erdélyi-medencében kezdtek legelőket bérelni.
1875 körül a mobilis, vállalkozó szellemű szelistyeiek vándorkereskedelemmel kezdtek foglalkozni. Kóberes szekerekből álló karavánokkal járták Romániát és a szebeni céhes ipar termékeit; bőrárut, ruhákat, faszerszámokat, tejterméket, gyümölcsöt árusítottak a falusiaknak. 1886-ban a vámháború megszüntette ennek jövedelmezőségét, ezután sokan vagy áttértek az erdélyi piacokra, vagy kézművesként a Regátban telepedtek le. A századforduló idején Petru Comșa és fia, Ionel, jelentős kereskedőházat tartottak fenn.
Lakói 1822-ben az uralkodóhoz fordultak azért, hogy a vásár vámját iskolájukra ruházhassák. A heti és az éves vásár vámját végül 1841-ben kapta meg az iskola, miután az ismételt kérelmet egy háromtagú, szelistyeiekből álló követség vitte Bécsbe. Az ortodox felekezeti iskola számára, több bővítés után 1903-ban emeltek gimnázium méretű új épületet. A nyolctanítós iskola a 20. század elején a legnagyobb és legjobb román nyelvű elemi iskolának számított Erdélyben. Benne két kötelező idegen nyelvet is tanítottak, a magyart és a németet.
Az első városias, emeletes magánházat Aurelian Banciu építtette 1869-ben. (A mai Reuniunea meseriașilor utcában.) 1873-ban Adolf Wenrich nyitotta meg az első gyógyszertárat Szelistyén. 1882-ben iparosegylet, 1884-ben takarékpénztár alakult. 1886 és 1907 között szabályozták a patakot, három fémhidat állítottak, a főteret és a főbb utcákat kikövezték, a parkot díszfákkal ültették be, közepére pedig táncpavilont építettek. 1884-ben Dimitrie és Ana Roman építtette a Central szállodát. A mellette lévő vendégfogadót a község 1890-ben megvásárolta, emeletet épített rá és a későbbiekben községi szállodaként működtette.
Szelistye az erdélyi románság mintafaluja lett. Képeslapokon, reprezentatív albumokban a leggyakrabban a szelistyei népviseletet ábrázolták és az értelmiség a szelistyeiek gazdagságát állította mintául a parasztság elé. Előbb az erdélyi, később a romániai román értelmiség körében is divattá vált a szelistyei kirándulás. Ugyanakkor Erdély-szerte, nemzetiségi különbségtől függetlenül, legendássá vált a szelistyei nők szépsége. 1876 és 1952 között Szeben vármegye egyik járásának székhelye volt, járásbírósággal.
Az 1908-ban alapított Poporul népbank egészen 1947-ig működött. 1919–1923-ban Elie Măgeanu nyomdát tartott fenn Szelistyén, 1923-ban pedig beindult a termelés Hertia és társa bőrgyárában. Az 1920-as években fonoda, harangöntő műhely és fűrésztelep is működött benne, de a nagy gazdasági világválság tönkretette kisiparát. 2079 hektáros határának 1941-ben 36%-a volt erdő, 27%-a kaszáló és 26%-a legelő.
A kommunista rendszer 1955-ben, szokatlan gesztusként, engedélyt adott a román ortodox egyháznak több román személy szentté avatására. Közöttük volt a szelistyei Oprea Miclăuș, aki 1761-ben azért ment a bécsi udvarba, hogy hangot adjon a falusiak tiltakozásának az erdélyi ortodoxok zaklatása ellen, de ott börtönbe vetették és valószínűleg Kufsteinben halt meg. 1981-ben bőrdíszműves üzemet alapítottak Szelistyén. A gyárnak ötszáz munkása volt és 60%-ban exportra termelt. 2003-ban kapott városi címet.

## Lakossága
- 1850-ben 5335 fő lakta, közülük 5199 volt román, 91 cigány és 35 magyar nemzetiségű; 5259 ortodox, 32 görögkatolikus és 31 evangélikus vallású.
- 1900-ban 3572 lakosából 3240 volt román, 125 magyar, 110 német, 62 pedig cigány és olasz anyanyelvű; 3247 ortodox, 143 római katolikus, 66 evangélikus, 57 református és 52 görögkatolikus vallású. A lakosok 59%-a tudott írni-olvasni, a nem magyar anyanyelvűek 4%-a tudott magyarul.
- 2002-ben 2830 lakosából 2740 volt román nemzetiségű; 2748 ortodox vallású.

## Látnivalók
- Egész történeti központja műemlék.
- Az Urunk mennybemenetele ortodox templom 1761 és 1785 között épült. Csak külső festése maradt meg, amelyet 1788-ban helyi mesterek készítettek.
- A Keresztelő Szent János születése (grui-i) ortodox templom 1742-ben, tornya 1816-ban épült. Belső, részben fennmaradt festése 1812-ből, külső festése 1820-ból származik.
- Az ortodox esperesség múzeumában Picu Pătruț szelistyei népi könyvmásoló-miniaturista munkái láthatóak. Pătruț 1839 és 1872 között kézzel másolt könyveibe az írástudatlanok számára saját miniatúrákat festett. Készített Bibliát, megírta a szilvási kolostor történetét, anekdotákat dolgozott át nyomtatott kiadványokból (még Id. Alexandre Dumas-tól is), romániai költők verseit másolta és egy 1400 oldalas kalendáriumot is készített. Könyvei széles körben terjedtek Dél-Erdélyben, népi ikonfestők másolták őket, utánzói is akadtak.
- A 20. század eleji épületek közül áll a városháza (1912, Brâncoveanu-stílusú, eredetileg Nemzeti Ház), a volt Comșa-villa (1904–07), a járásbíróság (1910, neoklasszicista) és a volt Cindrel szálloda és étterem („erdélyi” stílusú).

## Híres emberek

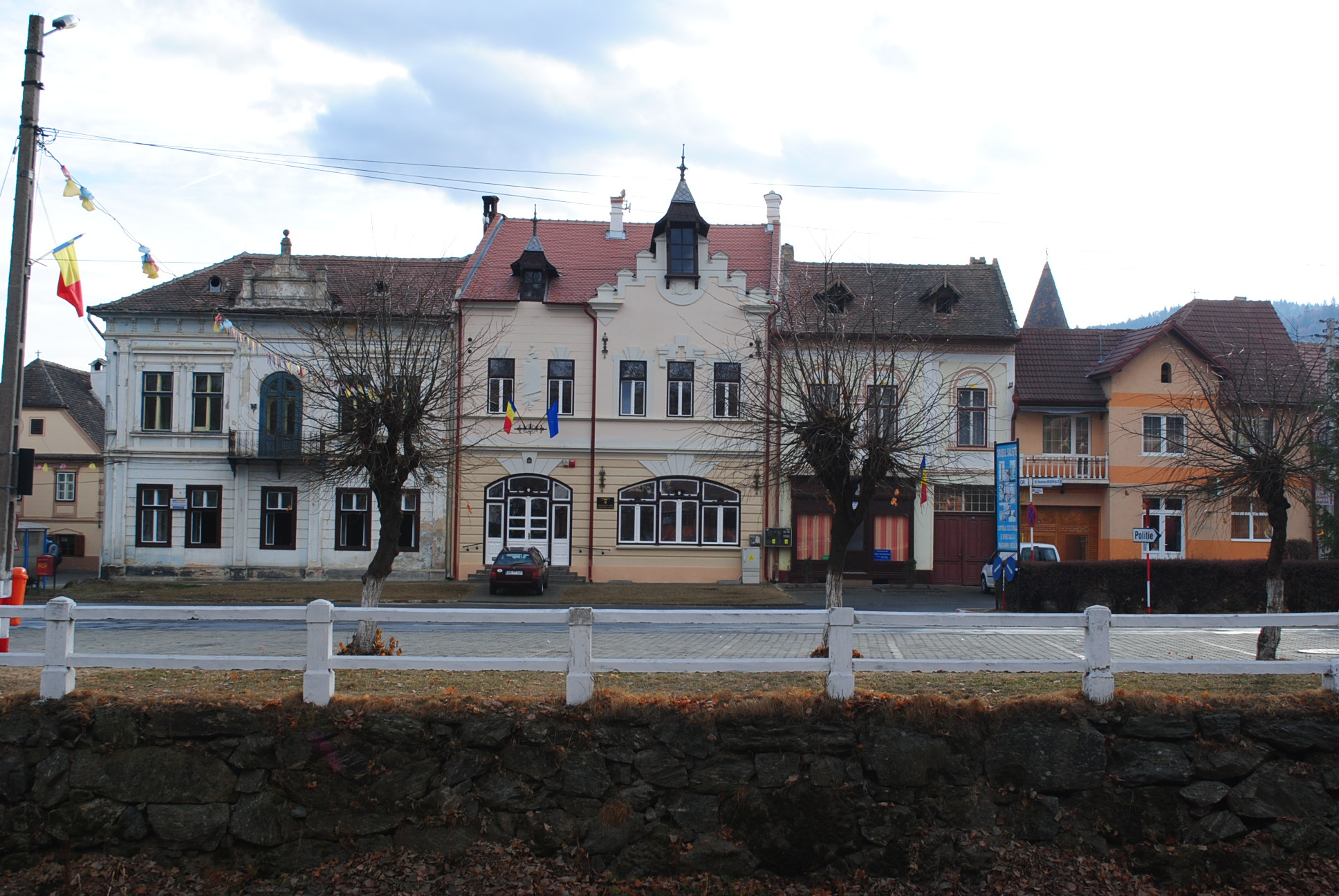
Az egykori Central (baloldalt) és (mellette) a községi szálloda

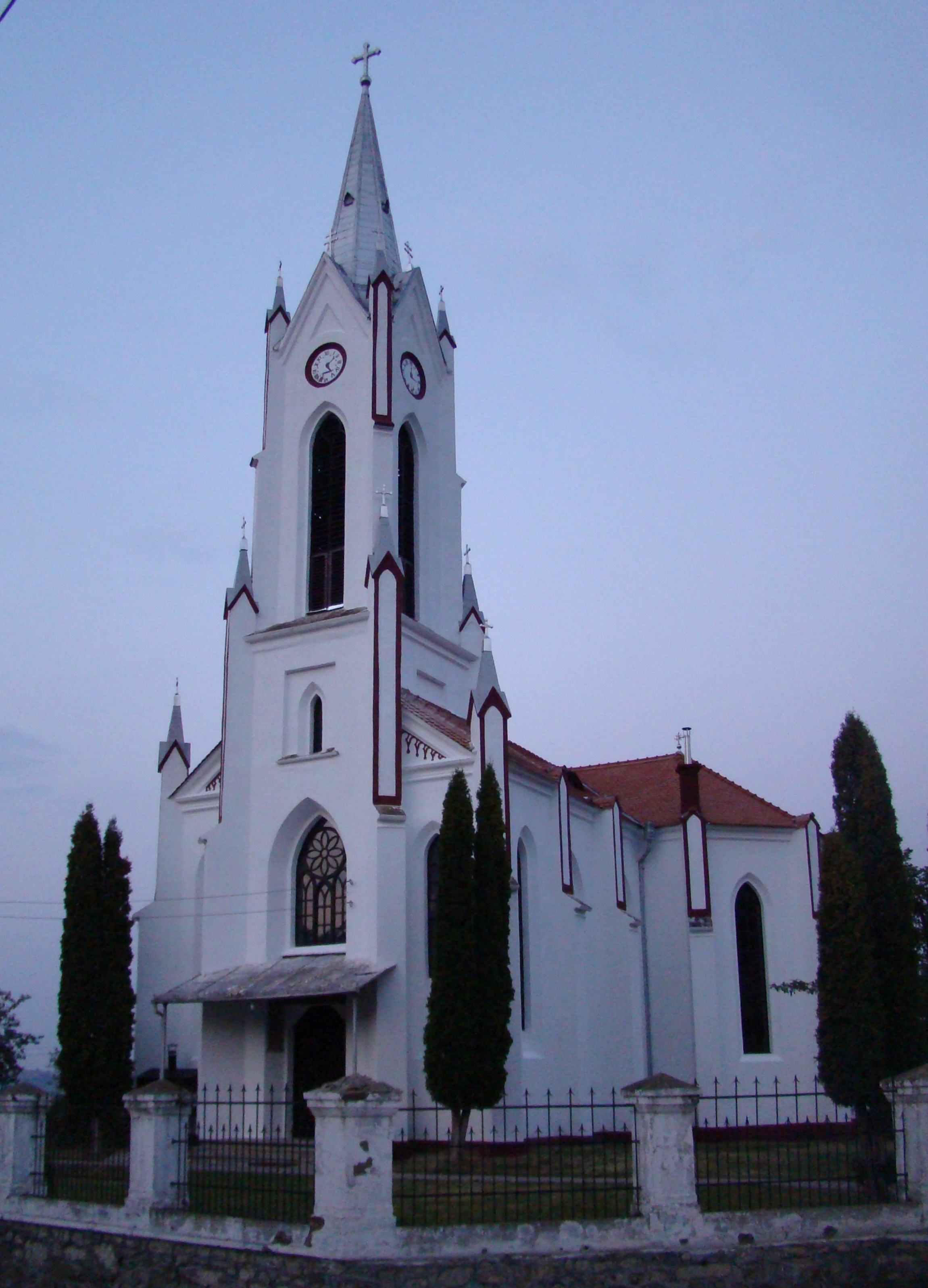
A bratai neogótikus ortodox templom

- Itt született 1806-ban Dionisie Romano bodzavásári püspök, Lamennais román fordítója, a bukaresti akadémiai könyvtár alapítója.
- Itt született 1880-ban és később itt szolgált ortodox esperesként Ioan Lupaș történész.
- Itt született 1884-ben Dumitru Marcu építész.
- Itt született 1895-ben Dumitru Roșca filozófus.
- Itt született George Topîrceanu költő anyja.

## Szelistye a magyar kultúrában
- Mikszáth Kálmán fogarasi képviselősége idején hallott a híres szelistyei nőkről. Ez adta az alapötletet 1901-ben megjelent, Szelistyei asszonyok című, Mátyás királyról és a kikapós szelistyei asszonyokról szóló kisregényéhez.[8]
- Jómódú szelistyei juhosgazda és családja volt a modellje Barabás Miklós 1843/1844-ben festett, Vásárra induló oláh család című képének.

## Képek

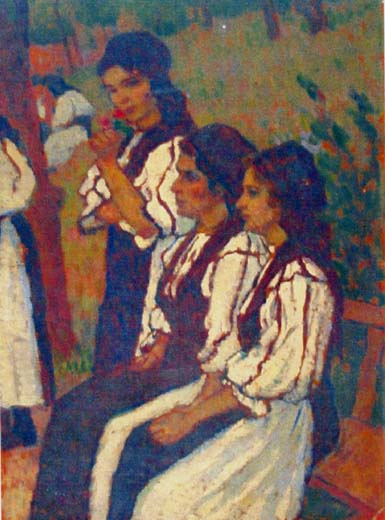
Szelistyei asszonyok (Ștefan Dumitrescu képe)
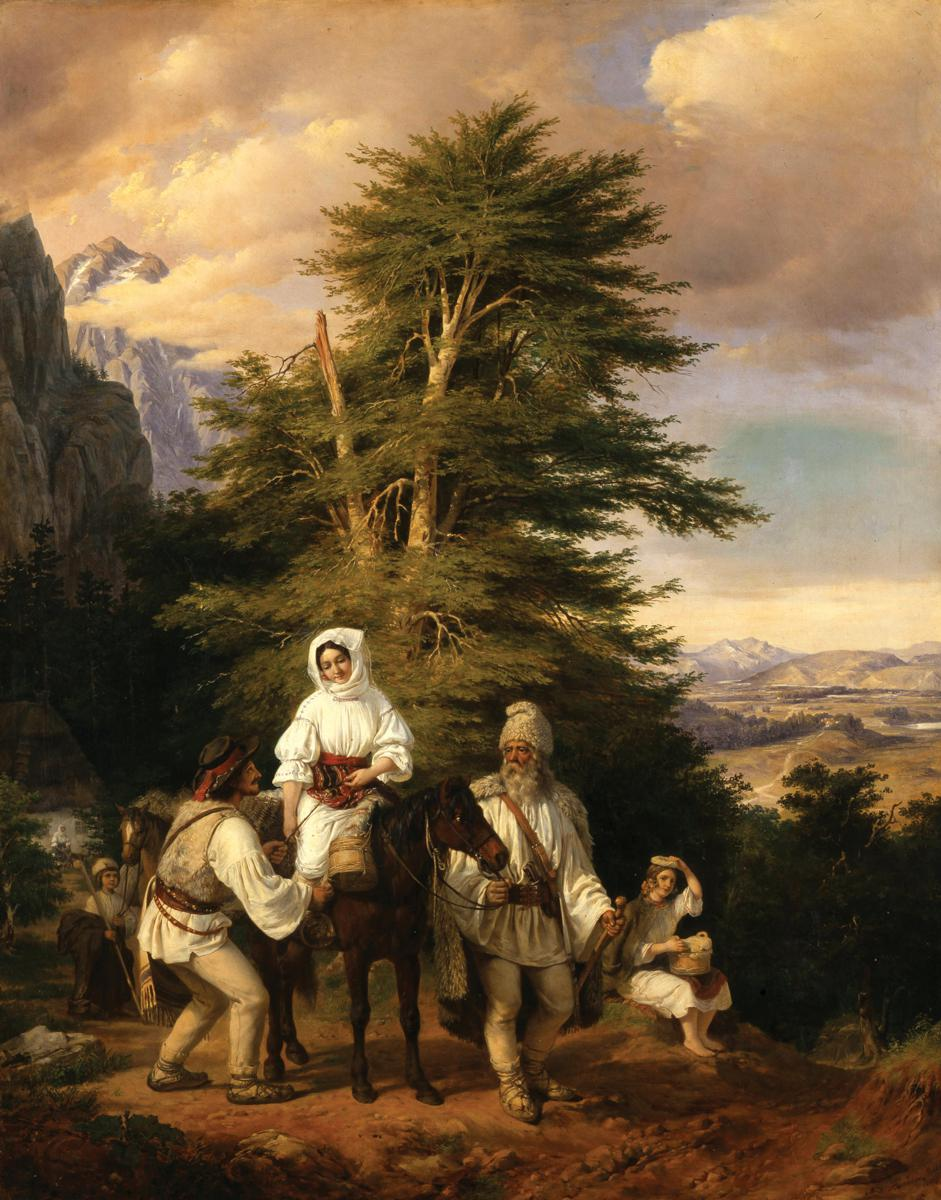
Barabás Miklós: Vásárra induló oláh család (1843–1844)
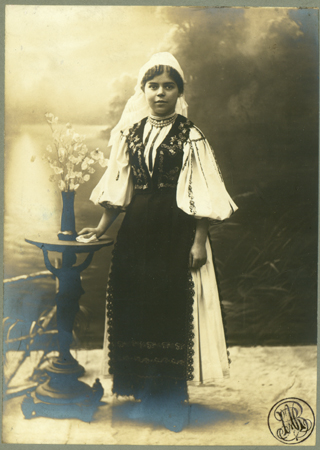
Női viselet a 20. század elején (Adler Lipót felvétele)